# Vọng kim lang
Vọng kim lang là một điệu nhạc cải lương, sáng tác bởi Soạn giả, NSND Văn Giỏi và NSND Thanh Hải được áp dụng vào các trích đoạn, vở cải lương khi hát, thường được kết hợp với điệu Đoãn Khúc Lam Giang, Phi Vân Điệp Khúc. Giai điệu Vọng kim lang của làn điệu dân ca Liên khu 5, biến tấu và cải biên lớp dạo đầu (intro) theo một phong cách mới cũng rất được thịnh hành trong cải lương. Ba giai điệu này, có thể được thấy bóng dáng của cả ba khắp trên lĩnh vực cải lương toàn quốc. Một phong cách sáng tạo trẻ trung đầy quyến rũ ấy, nhạc sĩ Văn Giỏi – Thanh Hải là một liên danh trên Đài Tiếng nói Nhân dân TP Hồ Chí Minh một thời gian vang danh, như rồng – phụng một thời “làm mưa làm gió”

## Lịch sử ra đời
Trong một lần vô tình, trong chuyến đi miền trung, NSND Văn Giỏi đã nghe ca khúc này trên làn sóng phát thanh của Liên Khu 5, nhưng thời điểm bấy giờ chưa ai để ý đến. NSND Văn Giỏi cảm thấy làn điệu này rất hay và phù hợp với cải lương nên ông quyết định mời NSND Thanh Hải hợp soạn tiền tấu của điệu Vọng Kim Lang, chủ yếu làm nhạc nền hòa tấu. Tuy nhiên, sự ra đời của Vọng Kim Lang đã phổ biến đến mức có cả lời ca và trở thành một điệu cải lương được nhiều soạn giả áp dụng khi viết một vở tuồng mới.
Tuy nhiên, làn điệu trên làn sóng phát thanh Liên Khu 5 mà NSND Đoàn Giỏi nghe được là chính là nguồn gốc chính của bài Vọng Kim Lang do cố nhạc sĩ Hoàng Lê (1924 - 1987). Theo đó, năm 1952, Đoàn văn công Liên khu V tập kết ra Bắc với 2 bộ phận hát bội và bài chòi. Năm 1957, Bộ Văn hóa - Thông tin chủ trương tách Đoàn văn công Liên khu V thành Đoàn dân ca - kịch và Đoàn tuồng Liên khu V. Từ đó, Đoàn dân ca - kịch Liên khu V dựng rất nhiều tác phẩm sân khấu như Quang Trung, Tầm vóc Đại Hồng… trong đó có vở kịch bài chòi Nghìn Thu vọng mãi. Nhạc sĩ Hoàng Lê sáng tác bài Vọng Kim lang nhằm phục vụ vở diễn này.

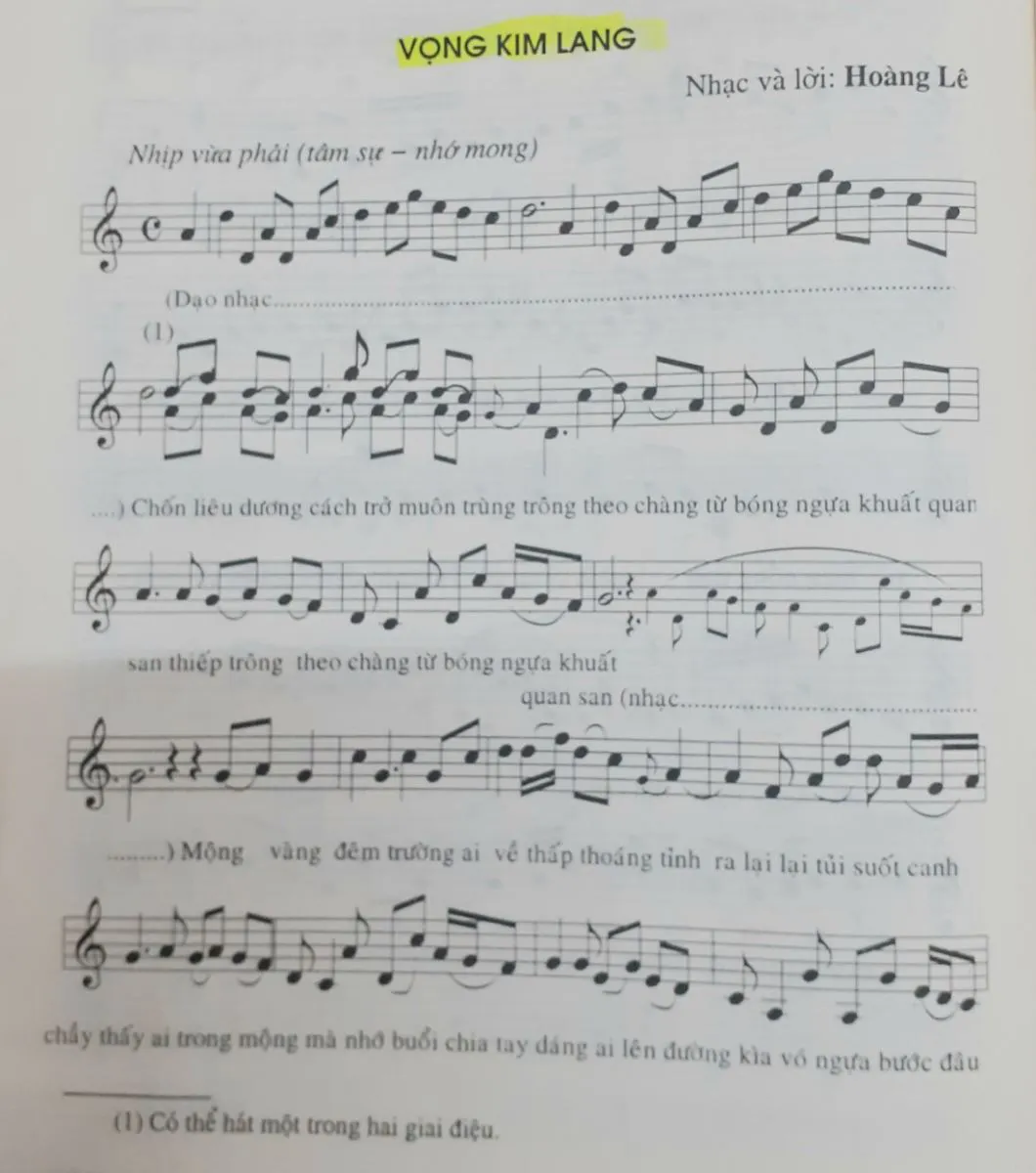

Trong cuốn Lịch sử ca kịch và âm nhạc bài chòi (xuất bản năm 1980) do chính nhạc sĩ Hoàng Lê viết, vở Nghìn Thu vọng mãi có 3 bài hát là Vọng Kim lang, Đất Hồ lòng Hán và Hiu quạnh.
Theo đó, Vọng Kim lang (nghĩa là “nhớ Kim Trọng”) có lời gốc là: “Chốn Liêu Dương cách trở muôn trùng/ Trông theo chàng từ bóng ngựa khuất quan san/ Thiếp trông theo chàng từ bóng ngựa khuất quan san…” nhằm diễn tả nỗi nhớ nhung của Thúy Kiều khi Kim Trọng về quê chịu tang chú .
Ông Nguyễn An Pha - đàn em thế hệ sau của cố nhạc sĩ Hoàng Lê - nói: "Nhạc sĩ Hoàng Lê sáng tác bài Vọng Kim lang từ chất liệu sẵn có là các làn điệu dân ca duyên hải Nam Trung Bộ. Vọng Kim lang là một trong số nhiều làn điệu dân ca cải biên ra đời trong giai đoạn này" .

## Vọng Kim Lang Ở Hiện Tại
Vọng Kim Lang trong các tuồng cải lương thường dùng cho các nhân vật chính trong những lúc có điều nhớ nhung, trăn trở, muốn giãi bày tâm sự. Trong các bài tân cổ, vọng cổ, Vọng Kim Lang thường được "gối đầu" trước câu vọng cổ thay cho tân nhạc hoặc cũng có thể xuất hiện trong lòng các câu vọng cổ.
Vọng Kim Lang có giai điệu đẹp, mượt mà, tha thiết, hoài vọng. Có chỗ dâng trào rồi lại trở về nét êm dịu, tha thiết, lắng đọng. Với cấu trúc gồm 24 câu nhịp đôi. Song Lang được gõ ở những nhịp chính. Trong Cải lương, người ta thường nhắc đến Vọng Kim Lang cùng với điệu Đoản Khúc Lam Giang và Phi Vân Điệp Khúc.
Trên nền giai điệu này, nhiều tác giả đã viết thêm phần lời, thêm giai điệu để Vọng Kim Lang có mặt trong nhiều tác phẩm nổi tiếng. Trong đó, phải kể đến bài Vọng Kim lang được bắt đầu như sau “Ôi tuổi xanh mộng mơ vấn vương tháng năm mong chờ. Hứa duyên trao lời. Ngày anh về lứa đôi thành hôn… Đây là bài Vọng Kim Lang phổ biến nhất, được nhiều người thuộc nhất. Cũng có nhiều ca sĩ mà tên tuổi đã gắn liền với giai điệu, lời ca trên như cố ca sĩ Phi Nhung, Giáng Tiên, Nhật Kim Anh…

## Các vở tuồng có áp dụng điệu vọng kim lang
- Phim Sông Dài
- Thất Thủ Cô Tô Thành
- Gánh Cải Trạng nguyên
- Võ Tòng Sát Tẩu
- Duyên quê
- Mẹ Ghẻ Con Chồng
- Bà Năm Cây Thị
- Duyên Phận
- Cây Sầu Đâu Sinh Đôi
- Tình Cho Em
- Tình Đã Tắt
- Hai Tiếng Tình Yêu
- Tình Yêu Cao Thương